# Коста Кукето
Коста Георгиев Кукьов, известен като Кукето, Кукото, Куко или Куку войвода, е български хайдутин и революционер, войвода от Кресненско-Разложкото въстание.

## Биография
Коста Георгиев е роден през 1849 година в сярското село Лакос, тогава в Османската империя. По време на Руско-турската война (1877 - 1878) действа с четата на Стоян Карастоилов в Кресненския пролом, в Мелнишко и Сярско. По-късно е войвода на самостоятелна чета в родното му Сярско. Четник на Кукето е бъдещият войвода Стойо Костов. Четници на Кукето от Горно Броди са Георги Зимбилев, Кръстьо Дабижуров, Димитър Радев, Атанас Павлов, Петко Смиленов, Петър Перухов и Гюрата. Четата на Кукето участва в сборния отряд от 400 въстаници, които под ръководството на Стоян Карастоилов на 5 октомври 1878 година атакува турския гарнизон, превзема Кресненските ханчета и дава начало на Кресненско-Разложкото въстание. На 8 октомври същата година е определен за член на въстаническия щаб, като втори войвода.
След погрома на въстанието Кукето продължава да действа между Сярско, Валовищко и Мелнишко, необезпокояван от властите. На 19 декември 1879 година заедно с други 101 видни българи подписва (като Коста Kукiовъ) Мемоара на българи от Македония до Великите сили, с който се иска създаване на един вилает от всички епархии, населени с българи. На 12 февруари 1880 година четата на Кукето и Мильо от Карлъково влиза в град Сяр с цел да залови Димитриос Марулис. След като не успява, четниците започват демонстративно да играят хоро на сред махалата Катаконос. Известен за това мютесарифът събира около 2000 души и започва преследване. Кукето взима десет заложници и без жертви успява да изведе четата. След този случай градът изпада в голямо безпокойство. На 26 февруари 1880 година съвместно с други чети напада градчето Зиляхово (днес Неа Зихни), разбива гарнизона и изгаря околийското управление като освобождава всички затворници.

В сражението е ранен и се укрива в Боздаг, но е заловен и заточен на остров Лесбос, където умира в 1896 година. За залавянето и заточаването на войводата, Васил Кънчов пише в съчиненията си следното: 
| „ | Куко войвода бил уловен в една пещера на Боз-Даг, дето се лекувал от раната си: предали го гръцките калугери от манастира „Св. Иван“. Турците го осъдили на смърт, после смъртта се заменила с вечен затвор в окови. И сега чутовният Куко, който цели 6 години държа в страх Сяр и Драма, лежи в затворите на остров Митилин. | “ |